# Music Bank (альбом)
| Оценки критиков | Оценки критиков |
| Источник        | Оценка          |
| --------------- | --------------- |
| Allmusic        | [ 1 ]           |

Music Bank — сборник композиций американской рок-группы Alice in Chains, содержащий неизданные демо, популярные синглы и три новые песни. Издан 26 октября 1999 года на студии Columbia Records.
Сборник получил название в честь сиэтлской репетиционной студии Music Bank в стенах которой, по словам самих музыкантов, была образована группа Alice in Chains.

## Об альбоме
Сборник выпущен в виде комплекта пластинок, состоящего из 48 песен, среди которых редкие записи, неизданные демо и миксы группы, а также ранее выпущенный и переработанный материал из альбомов Facelift, Sap, Dirt, Jar of Flies, Alice in Chains and Unplugged. Также в комплект входит компакт-диск с мультимедийными материалами.
В 1998 году вокалист Лейн Стейли воссоединился с Alice in Chains для записи двух новых песен «Get Born Again» и «Died». Первоначально эти песни должны были стать частью сольного альбома Джерри Кантрелла «Degradation Trip», но в итоге они были выпущены на Music Bank.

## Список композиций

### Диск первый
| №                   | Название                                                             | Автор(ы)                | Длительность |
| ------------------- | -------------------------------------------------------------------- | ----------------------- | ------------ |
| 1.                  | «Get Born Again» (из сборника Nothing Safe – The Best of the Box)    | Стэйли, Кантрелл        | 5:24         |
| 2.                  | «I Can't Have You Blues» (демозапись 1988 года, ранее не издавалась) | Кантрелл                | 4:01         |
| 3.                  | «Whatcha Gonna Do» (демозапись 1988 года, ранее не издавалась)       | Кантрелл, Стэйли        | 2:54         |
| 4.                  | «Social Parasite» (демозапись 1988 года, ранее не издавалась)        | Кантрелл                | 4:22         |
| 5.                  | «Queen of the Rodeo» (концертная запись, ранее не издавалась)        | Стэйли, Джетт Сильвер   | 4:39         |
| 6.                  | «Bleed the Freak» (демозапись 1989 года, ранее не издавалась)        | Кантрелл                | 3:32         |
| 7.                  | «Killing Yourself» (демозапись 1988 года, ранее не издавалась)       | Кантрелл, Стэйли        | 2:38         |
| 8.                  | «We Die Young» (из альбома Facelift)                                 | Кантрелл                | 2:32         |
| 9.                  | «Man in the Box» (из альбома Facelift)                               | Кантрелл, Стэйли        | 4:46         |
| 10.                 | «Sea of Sorrow» (демозапись 1989 года, ранее не издавалась)          | Кантрелл                | 5:20         |
| 11.                 | «I Can't Remember» (из альбома Facelift)                             | Стэйли, Кантрелл        | 3:43         |
| 12.                 | «Love, Hate, Love» (из альбома Facelift)                             | Стэйли, Кантрелл        | 6:26         |
| 13.                 | «It Ain't Like That» (из альбома Facelift)                           | Кантрелл, Старр, Кинни  | 4:38         |
| 14.                 | «Confusion» (из альбома Facelift)                                    | Стэйли, Кантрелл, Старр | 5:44         |
| 15.                 | «Rooster» (демозапись 1991 года, ранее не издавалась)                | Кантрелл                | 5:47         |
| 16.                 | «Right Turn» (из альбома Sap)                                        | Кантрелл                | 3:14         |
| 17.                 | «Got Me Wrong» (из альбома Sap)                                      | Кантрелл                | 4:10         |
| Общая длительность: | Общая длительность:                                                  | Общая длительность:     | 1:13:50      |

### Диск второй
| №                   | Название                                                                | Автор(ы)                       | Длительность |
| ------------------- | ----------------------------------------------------------------------- | ------------------------------ | ------------ |
| 1.                  | «Rain When I Die» (из альбома Dirt)                                     | Кантрелл, Стэйли, Кинни, Старр | 6:02         |
| 2.                  | «Fear the Voices» (ранее не издавалась)                                 | Старр, Кантрелл, Стейли        | 4:58         |
| 3.                  | «Them Bones» (из альбома Dirt)                                          | Кантрелл                       | 2:29         |
| 4.                  | «Dam That River» (из альбома Dirt)                                      | Кантрелл                       | 3:09         |
| 5.                  | «Sickman» (из альбома Dirt)                                             | Кантрелл, Стейли               | 5:30         |
| 6.                  | «Rooster» (из альбома Dirt)                                             | Кантрелл                       | 6:14         |
| 7.                  | «Junkhead» (демозапись 1991 года, ранее не издавалась)                  | Кантрелл, Стейли               | 5:11         |
| 8.                  | «Dirt» (из альбома Dirt)                                                | Кантрелл, Стейли               | 5:17         |
| 9.                  | «God Smack» (из альбома Dirt)                                           | Кантрелл, Стейли               | 3:51         |
| 10.                 | «Iron Gland» (скрытый трек из альбома Dirt)                             | Кантрелл                       | 0:43         |
| 11.                 | «Angry Chair» (из альбома Dirt)                                         | Стэйли                         | 4:47         |
| 12.                 | «Lying Season» (ранее не издавалась)                                    | Стейли, Кантрелл               | 3:21         |
| 13.                 | «Would?» (из альбома Dirt)                                              | Кантрелл                       | 3:28         |
| 14.                 | «Brother» (из альбома Sap, альтернативная версия без вокала Энн Уилсон) | Кантрелл                       | 4:27         |
| 15.                 | «Am I Inside» (из альбома Sap)                                          | Кантрелл, Стейли               | 5:08         |
| 16.                 | «I Stay Away» (из альбома Jar of Flies)                                 | Стэйли, Айнез, Кантрелл        | 4:14         |
| 17.                 | «No Excuses» (из альбома Jar of Flies)                                  | Кантрелл                       | 4:16         |
| Общая длительность: | Общая длительность:                                                     | Общая длительность:            | 1:13:06      |

### Диск третий
| №                   | Название                                                                  | Автор(ы)                       | Длительность |
| ------------------- | ------------------------------------------------------------------------- | ------------------------------ | ------------ |
| 1.                  | «Down in a Hole» (из альбома Dirt)                                        | Кантрелл                       | 5:38         |
| 2.                  | «Hate to Feel» (из альбома Dirt)                                          | Стэйли                         | 5:16         |
| 3.                  | «What the Hell Have I» (ремикс, саундтрек к фильму «Последний киногерой») | Кантрелл                       | 3:57         |
| 4.                  | «A Little Bitter» (ремикс, саундтрек к фильму «Последний киногерой»)      | Стэйли, Кантрелл, Айнез, Кинни | 3:52         |
| 5.                  | «Grind» (из альбома Alice in Chains)                                      | Кантрелл                       | 4:45         |
| 6.                  | «Again» (микс Tattoo of Pain, ранее не издавалась в США)                  | Кантрелл, Стэйли               | 4:02         |
| 7.                  | «Head Creeps» (из альбома Alice in Chains)                                | Стэйли                         | 6:27         |
| 8.                  | «God Am» (из альбома Alice in Chains)                                     | Стэйли, Кантрелл, Кинни, Айнез | 4:07         |
| 9.                  | «Frogs» (из альбома Alice in Chains)                                      | Стэйли, Кантрелл, Кинни, Айнез | 8:17         |
| 10.                 | «Heaven Beside You» (из альбома Alice in Chains)                          | Кантрелл, Айнез                | 5:29         |
| 11.                 | «Nutshell» (из альбома MTV Unplugged)                                     | Стэйли, Кантрелл, Айнез, Кинни | 4:29         |
| 12.                 | «The Killer is Me» (из альбома MTV Unplugged)                             | Кантрелл                       | 5:18         |
| 13.                 | «Over Now» (из альбома MTV Unplugged)                                     | Кантрелл, Кинни                | 5:53         |
| 14.                 | «Died» (не издавалась ранее)                                              | Стэйли, Кантрелл               | 5:58         |
| Общая длительность: | Общая длительность:                                                       | Общая длительность:            | 1:13:28      |

## Участники записи
- Марк Арм — вокал в песне «Right Turn»
- Джефф Бек — графический дизайн
- Джерри Кантрелл — гитара, вокал, аннотации на страницах 48-53, название сборника, концепция обложки
- Крис Корнелл — вокал в песне «Right Turn»
- Питер Кронин — фотограф
- Пол Эрнандес — фотограф
- Майк Айнез — бас-гитара
- Деннис Кили — фотограф
- Шон Кинни — барабаны, аннотации, концепция альбома, концепция обложки, супервайзер, директор, автор концепции
- Стивен Маркуссен — мастеринг
- Скотт Олсон — гитара, бас
- Лейн Стейли — вокал, гитара
- Майк Старр — бас-гитара
- Энн Уилсон — вокал в песне «Am I Inside»
- Джонатан Мейер — помощник дизайнера
- Питер Флетчер — продюсер сборника, автор предисловия
- Нил Злозовер — фотограф
- Джеффри Майер — фотограф
- Кэтрин Вессель — фотограф
- Карен Московиц — фотограф
- Майкл Симпсон — контроль за качеством упаковки
- Мэри Маурер — арт-дизайнер, директор
- Крис Куффаро — фотограф
- Дуг Эрб — дизайнер
- Дэнни Клинч — фотограф
- Штеффан Кирази — аннотации
- Марти Темме — фотограф
- Брэнди Флауэр — дизайнер
- Кристофер Рей-Макканн — фотограф

## Места в чартах

### Альбом
| Чарт (1999)         | Позиция |
| ------------------- | ------- |
| US Billboard 200    | 123     |
| Top Internet Albums | 12      |

### Синглы
| Год  | Сингл             | Чарт    | Позиция |
| ---- | ----------------- | ------- | ------- |
| 1999 | «Fear the Voices» | US Main | 11      |